# 민현주
민현주(閔炫珠, 1969년 7월 23일~)는 대한민국의 정치인이다. 이화여대 사회학과를 나온 이후 미국 코넬 대에서 사회학 박사학위를 취득하였다. 현재 경기대학교 교수로 재직하고 있으며, 인천광역시 연수구(을) 당원협의회 위원장을 맡고 있다. 이외에 많은 학술 및 저술 활동도 하였다.

## 정치 활동
2012년 새누리당 비례대표로 공천받아 대한민국 제19대 국회의원 선거에서 당선되어 국회의원이 되었다. 제9대 최장수 새누리당 대변인(2013.2~2014.8)으로 활동했으며, 지난날 새누리당 보수혁신특별위원회 위원이자 대변인이었다. 19대 전반기에 국회 보건복지위원회, 국회 여성가족위원회, 국회운영위원회를 거쳐 국회 환경노동위원회에서 활동하였다.
새누리당에서 유승민계 인사로 분류되었던 민현주 의원은 2016년에 실시된 대한민국 제20대 국회의원 선거에서는 새누리당 연수구 을 후보 공천을 신청했으나 친박계 인사였던 민경욱 전 청와대 대변인에게 패배했다. 2020년에 실시된 대한민국 제21대 국회의원 선거에서는 미래통합당 연수구 을 후보 공천을 신청했으나 공천 논란 끝에 민경욱 의원에게 패배했다.

### 18대 대선 여성특보
민현주 의원은 19대 국회 새누리당 비례대표로 정치권에 입문한 뒤 박근혜 대통령의 대선 후보 시절 여성특보를 했다. 민현주 의원은 ‘임신기간 근로시간 단축제’와 ‘아빠의 달 도입’을 골자로 하는 ‘근로기준법’, ‘남녀고용평등과 일·가정 양립 지원에 관한 법률’ 일부 개정안을 발의했다.

### 대변인
19대 국회 새누리당 비례대표로 정치권에 입문한 뒤 대선 직후인 2013년 2월부터 2014년 8월까지 1년 6개월간 19대 최장수 대변인으로서 당의 ‘입장’을 대변하면서 ‘국회를 빛낸 바른 언어상’ 시상식에서 ‘대변인상’을 수상하였다. 재임 기간 동안 이상일, 유일호, 박대출, 함진규 의원과 호흡을 맞췄다. 민현주 의원은 대변인 업무 수행에 있어 높은 평가를 받았으며 특유의 친화력과 빠른 상황판단이 장점으로 꼽힌다.

### 새누리당 보수혁신특별위원회
2014년 9월 18일 새누리당 보수혁신특별위원회 위원으로 위촉 되었으며 대변인직을 맡게 되었다. 보수혁신위는 김문수 위원장을 비롯해 부위원장은 나경원 의원, 김영용 전남대 교수가 임명되었고 간사에 안형환 前 의원 등 많은 전문가들이 참여하고 있다. 보수혁신위원회에서 논의 되었던 국회개혁 법안 중 국회의원 겸직 금지와 윤리특별위원회 권한을 강화해 징계의 실효성을 기하고자 하는 내용을 담은 국회법 개정안을 대표 발의하였다.

## 입법활동

### 아빠의 달 도입
남성 근로자도 배우자의 출산 시 30일 이내의 기간 동안 육아 휴직을 사용할 수 있는 「남녀고용평등과 일·가정 양립 지원에 관한 법률」 일부개정 법률안을 발의 하였다.

### 임신기 근로시간 단축제 실현
여성근로자의 임신 초기 12주 이내, 말기 36주 이후 8시간 일일근로시간을 2시간 단축하도록 보장하는 「근로기준법」 일부개정 법률안을 발의 하였다.

### 양육비 이행확보
한부모 가족에게 양육비의 원활한 지급을 보장하기 위한 제도적 장치가 미흡하여 「양육비 이행확보 지원기관 설치에 관한 법률」을 발의 양육비 이행확보를 지원하는 이행관리원이 설립되었다.

### 실생활 공간 주변에서 발생하는 악취 관리
최근 세탁소, 인쇄소, 소규모 축산시설, 음식점 등 주민의 생활공간과 인접한 곳에서 발생하는 악취로 인하여 고통을 호소하는 주민들이 증가하고 이에 따른 민원도 증가하고 있음에 따라 주민들의 실생활 공간 주변에서 발생하는 악취에 대해서는 시·군·구에서 조례를 제정하여 해당 지방자치단체에 적합한 관리·규제를 할 수 있도록 「악취방지법」 일부개정 법률안을 발의 하였다.

## 경력
- 경기대학교 대학원 직업학과 교수
- 한국여성정책연구원 연구위원
- 사회통합위원회 세대분과 위원
- 2012.05 ~ 2016.05 제19대 국회의원(비례대표)
- 새누리당 환경노동 정책조정 부위원장
- 새누리당 국민공천T/F
- 2012.07 ~ 2014.05 제19대 국회 보건복지위원회 위원
- 2012.07 제19대 국회 여성가족위원회 위원
- 2013.02 ~ 2014.08 새누리당 대변인
- 2014.06 ~ 2016.05 제19대 국회 후반기 환경노동위원회 위원
- 2014.09 새누리당 보수혁신특별위원회 대변인
- 2015.02 ~ 2015.07 새누리당 원내대변인
- 2015.02 ~ 2015.07 제19대 국회 운영위원회 위원
- 바른정당 유승민 대선 경선 후보 대변인
- 바른미래당 서초을 지역위원장
- 새로운보수당 보수재건위원회 부위원장
- 2021.02 ~ 2024.01 국민의힘 인천광역시당 연수구을 당협위원회 조직위원장
- 2021.08 ~ 2021.11: 국민의힘 유승민 제20대 대통령 선거 예비후보 희망22 공보팀장 겸 대변인
- 2021.08 ~ : 국민의힘 인천광역시당 정책위원장
- 2021.10 ~ 2023.08: 한국수상안전레저협회장
- 2021.12 ~ 2022.03: 국민의힘 인천을 살리는 선거대책위원회 선거대책위원장단 공동선거대책위원장 겸 선거대책본부 정책총괄본부장
- 인천글로벌캠퍼스운영재단 사외이사
- 2023년 4월 대한민국헌정회 이사
- 2023.07 국민의힘 국민통합위원회 세대·젠더통합분과위원회 위원

## 학력
- 미국 코넬대학교 대학원 사회학 박사
- 이화여자대학교 대학원 사회학 석사
- 이화여자대학교 사회학 학사
- 현대고등학교(서울소재)
- 정신여자중학교(서울소재)

## 수상 경력
- 2013년 국회의원 헌정대상 수상
- 2014년 국회를 빛낸 바른 언어상 ‘기자들이 직접 뽑은 대변인상’ 수상
- 2014년 새누리당 국정감사 우수의원 선정
- 2014년 머니투데이 the300이 뽑은 피감기관에서 선정한 국감인물 선정
- 2014년 머니투데이 the300이 뽑은 부처 및 출입기자가 선정한 ‘2014 올해의 국정감사 인물’ 선정
- 2014년 대한민국 창조경영대상 및 국정감사 우수국회의원 대상

## 저서
- 경제위기에 따른 여성고용변화와 향후 과제 연구책임자: 민현주; 공동연구자: 임희정 한국여성정책연구원 2010
- 여성일자리 이동실태와 노동시장성과제고를 위한 정책과제 민현주; 임희정[공저];
- 한국여성정책연구원 [편] 한국여성정책연구원 2009
- 사회서비스 분야 여성일자리 창출을 위한 정책과제 민현주[저];
- 한국여성정책연구원[편] 한국여성정책연구원 2007
- It’s About Time(공저)
- 스무살의 인생설계

## 역대 선거 결과
| 실시년도 | 선거   | 대수 | 직책     | 선거구   | 정당     | 득표수      | 득표율          | 순위          | 당락 | 비고 |
| -------- | ------ | ---- | -------- | -------- | -------- | ----------- | --------------- | ------------- | ---- | ---- |
| 2012년   | 총선   | 19대 | 국회의원 | 비례대표 | 새누리당 | 9,130,651표 | \| \| 42.80% \| | 비례대표 19번 |      | 초선 |
|          | 42.80% |      |          |          |          |             |                 |               |      |      |

## 소속 정당
| 소속 정당 | 소속 정당    | 소속 기간 | 비고      |
| --------- | ------------ | --------- | --------- |
|           | 새누리당     | 2012~2016 | 정계 입문 |
|           | 무소속       | 2016~2017 | 탈당      |
|           | 바른정당     | 2017~2018 | 창당      |
|           | 바른미래당   | 2018~2020 | 합당      |
|           | 무소속       | 2020      | 탈당      |
|           | 새로운보수당 | 2020      | 창당      |
|           | 미래통합당   | 2020      | 합당      |
|           | 국민의힘     | 2020~현재 | 당명 변경 |

## 같이 보기
- 대한민국 제19대 국회의원 선거 새누리당 후보 목록#비례대표